# Anna Murdoch Mann
Anna Torv Murdoch Mann (* 30. Juni 1944 in Glasgow, Schottland) ist eine schottische Schriftstellerin und Journalistin. Sie ist Trägerin des Gregoriusordens.

## Leben
Anna Torv Murdoch, das Kind einer schottischen Mutter und eines estnischen Vaters, mit dem Namen Jacob Tõrv, wurde 1944 in Glasgow geboren. Sie hat zwei Brüder und eine Schwester.
Sie besuchte das RSM-Ordensinstitut in Dublin. Nach dem Abschluss des Studiums begann sie für die australische Zeitung Daily Telegraph zu arbeiten. Dann arbeitete sie bei der News Corporation. Sie hat drei Bücher geschrieben.
Von 1967 bis 1999 war sie die zweite Ehefrau von Rupert Murdoch; als er sich von ihr trennte, soll sie 1,2 Milliarden US-Dollar bekommen haben. Anna Torv hat drei Kinder: Elisabeth Murdoch (* 1968), Lachlan Murdoch (* 1971) und James Murdoch (* 1972).
Sie heiratete 1999 den Finanzier William Mann, der 2017 starb. Im April 2019 heiratete sie Ashton de Peyster, der im Immobilienbereich tätig ist.

## Bücher
- In ihrem Schatten. Zsolnay, Wien, Hamburg 1986, ISBN 3-552-03824-8 (englisch, Originaltitel: In Her Own Image. 1986. Übersetzt von Stefanie Kovacic).
- Der Medienclan. Zsolnay, Wien, Darmstadt 1989, ISBN 3-552-04107-9 (englisch, Originaltitel: Family Business. 1988. Übersetzt von Judith Barkfelt und Gabriele Burkhardt).
- Coming to Terms. Harpercollins, New York 1992, ISBN 0-06-109949-X (englisch).